# Gaźnik

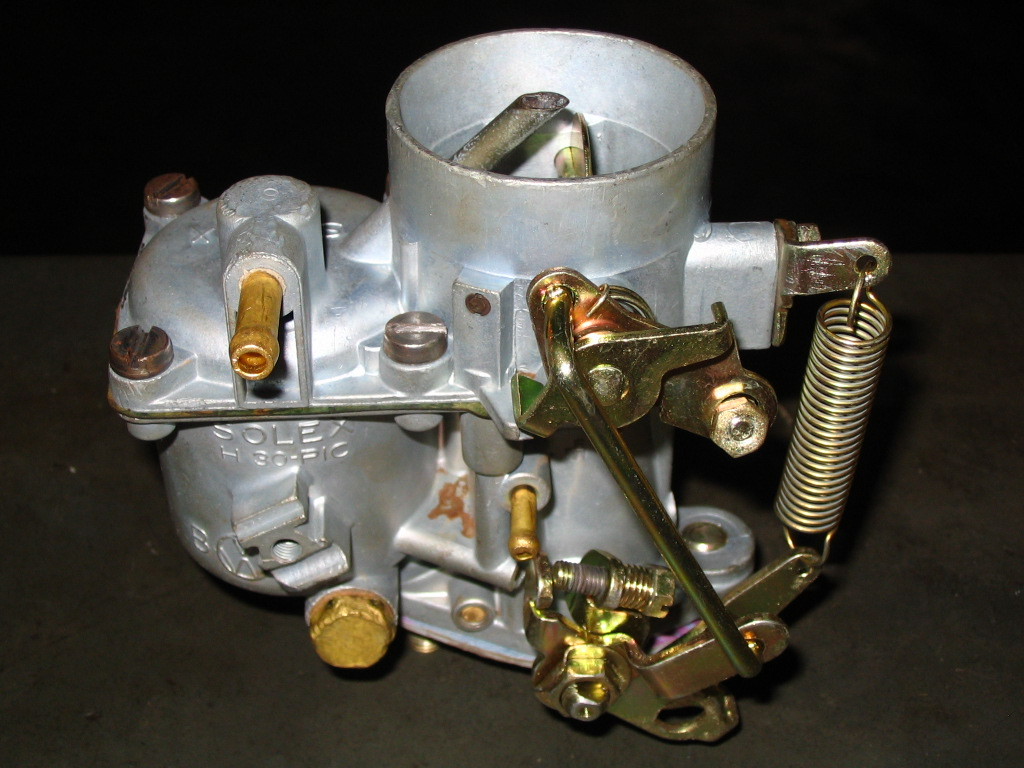

Gaźnik (karburator) – urządzenie wytwarzające mieszankę paliwowo-powietrzną o odpowiednim składzie w silnikach spalinowych o zapłonie iskrowym. W gaźniku następuje dozowanie paliwa, jego rozpylenie w celu odparowania i wymieszanie oparów paliwa z powietrzem, a następnie dostarczenie tak wytworzonej mieszanki w odpowiedniej ilości  poprzez kolektor dolotowy do cylindra. Gaźnik jest częścią układu zasilania silnika spalinowego.

## Historia
Powstanie gaźnika związane jest z pracami nad skonstruowaniem małych silników spalinowych zasilanych benzyną i wykorzystania ich w pojazdach. Między latami 1864 a 1874 Siegfried Marcus skonstruował silnik, którego gaźnik rozpylał benzynę w przepływającym powietrzu z użyciem obracających się szczoteczek.  W 1882 r. Gottlieb Daimler zakłada firmę w celu skonstruowania małego a wydajnego silnika nadającego się do napędu pojazdów, jako konstruktora zatrudnia Wilhelma Maybacha. Po roku prac mieli gotowy jednocylindrowy czterosuwowy silnik spalinowy. Jako paliwo zastosowali benzynę, a dozowanie paliwa zapewniała konstrukcja określana obecnie jako gaźnik podstawowy. Składał się on z komory z pływakiem zamykającym stały poziom paliwa. W gardzieli ze zwężką umieszczona była dysza paliwowa. Znajdowała się ona nieco wyżej niż poziom paliwa w komorze, a paliwo było pobierane w wyniku przepływu powietrza przez zwężkę. Obecnie Maybach jest uznawany za twórcę gaźnika.      
Pierwotne gaźniki nie miały przepustnicy, albo jeśli miały ją to nie było możliwości sterowania nią przez kierowcę. W 1883 r. Carl Benz wprowadza przepustnicę sterowaną dźwignią przez kierowcę umożliwiając zmianę szybkości pracy silnika. Konstrukcje gaźników z końca XIX i początku XX w. były niedoskonałe, by utrzymać odpowiednie parametry pracy silnika kierowca miał kilka dźwigienek do korekty pracy silnika zazwyczaj do składu mieszanki i momentu zapłonu. Konstrukcje gaźników doskonalono wprowadzając przed I wojną światową tzw. gaźniki automatyczne nie wymagające regulacji podczas pracy.   
Gaźniki były najpowszechniejszym sposobem zasilania silników benzynowych aż do lat 80. XX wieku. Wyparte praktycznie całkowicie zostały z motoryzacji w latach 90. przez układy wtryskowe zapewniające dzięki sterowaniu komputerowemu dawkowanie paliwa zależne od aktualnych parametrów pracy silnika co przekłada się na lepszą wydajność i oszczędność paliwa.
Gaźniki są używane w dalszym ciągu do zasilania niewielkich silników w motorowerach, skuterach, kosiarkach, spalinowych modelach zdalnie sterowanych, zaburtowych silnikach do łodzi i pontonów, a także w wielu samolotach lotnictwa ogólnego. Samochody z silnikami wyposażonymi w gaźniki stosowane są w niektórych sportach motorowych (NASCAR).

Budowa gaźnika:
1 – wlot powietrza, 2 – gardziel, 3 – komora pływakowa, 4 – pływak, 5 – zawór, 6 – dysza, 7 – przepustnica

W Rosji do 2012 r. produkowana była Łada 2105/2107 z silnikiem benzynowym zasilanym gaźnikiem.

## Zasada działania
W gaźniku wolnossącym główne dawkowanie paliwa następuje w miejscu zwężenia kanału (zwężka Venturiego), którym powietrze przepływa przez gaźnik. Ciśnienie w zwężce jest mniejsze od zewnętrznego, co powoduje zasysanie paliwa z dyszy w ilości zależnej od prędkości przepływu powietrza.
Powietrze (1) (zasysane przez tłok w czasie suwu ssania) przepływa przez gardziel (zwężkę) gaźnika (2), występujący w przewężeniu gardzieli spadek ciśnienia powietrza powoduje zasysanie paliwa z komory pływakowej (3). Pływak (4) utrzymuje poprzez zawór (5) stały poziom paliwa w komorze pływakowej, zawsze poniżej poziomu wypływu paliwa z dyszy (6) do gardzieli, tak by podczas postoju silnika paliwo nie wypływało z dyszy samoczynnie. Ilość podawanego paliwa zależna jest od prędkości powietrza przepływającego przez gaźnik. Prędkość ta regulowana jest poprzez zmianę otwarcia przepustnicy (7), której wychylenie sterowane jest pedałem przyspieszenia.
Przedstawiony schemat gaźnika to maksymalnie uproszczona konstrukcja (tzw. gaźnik elementarny) w praktyce spotykana jako układ zasilania małych silników. Od silników spalinowych samochodów i motocykli wymaga się poprawnej i oszczędnej pracy oraz minimalizacji emisji substancji szkodliwych w spalinach, co wymusza zapewnienie optymalnego składu mieszanki w całym zakresie obrotów silnika i wymaganej mocy, a to wymusza stosowanie wielu elementów pomocniczych wpływających na dawkowanie paliwa. Najczęściej konieczne jest wzbogacenie mieszanki podczas rozruchu silnika, pracy na wolnych obrotach czy też przy gwałtownym przyspieszaniu, a zachowanie składu mieszanki zapewniającej oszczędność paliwa gdy sinik pracuje z częścią swojej mocy.
Podstawowymi urządzeniami pomocniczymi stosowanymi w gaźniku samochodowym są:
- układ wyrównawczy,
- układ biegu jałowego,
- urządzenie rozruchowe,
- pompka przyspieszająca,
- układ wzbogacający,
- zawór hamowania silnikiem,
- urządzenia dodatkowe.

Podstawowym, powszechnie stosowanym elementem konstrukcji gaźnika wspomagającym tworzenie się mieszanki paliwowo-powietrznej jeszcze przed jej dostarczeniem do rozpylacza jest studzienka z rurką emulsyjną. Paliwo przedostając się kanałem z komory pływakowej przez główną dyszę paliwa przechodzi przez studzienkę, w której miesza się wstępnie z powietrzem dostającym się przez otwory w rurce emulsyjnej.

1. Gaźnik z zamkniętą przepustnicą – praca na biegu jałowym. 2. Przepustnica otwarta – praca normalna. Czerwone strzałki pokazują miejsce największej prędkości przepływu powietrza

Urządzenie biegu jałowego – elementy wzbogacające mieszankę gdy przepustnica znajduje się w położeniu spoczynkowym. Gdy kierowca nie naciska na pedał przyspieszenia, przepustnica jest prawie całkowicie zamknięta. Pozostaje tylko niewielka szczelina dla przepływu dawki mieszanki pozwalającej utrzymać obroty silnika na poziomie 800-900 obr./min. Prędkość przepływu powietrza jest na tyle mała, że z rozpylacza znajdującego się w gardzieli praktycznie nie jest podawane paliwo a mieszanka jest zbyt uboga. Kanalik, którego ujście znajduje się w przelocie gaźnika, tuż za brzegiem zamkniętej przepustnicy, pozwala na wzbogacenie mieszanki. W położeniu spoczynkowym przepustnica zamykając przepływ powietrza sprawia, że za nią panuje duże podciśnienie, a powietrze płynie z dużą prędkością przez szczelinę. Powoduje to zasysanie paliwa lub emulsji paliwowo-powietrznej z kanalika urządzenia biegu jałowego. Paliwo pobierane ze studzienki zanim dotrze do gaźnika miesza się w kanale z powietrzem pobieranym przez dyszę biegu jałowego tworząc emulsję paliwowo-powietrzną. Kiedy przepustnica zacznie się otwierać zmniejszy się podciśnienie w gardzieli przepustnicy (powiększy się przekrój kanału powietrznego w tym miejscu) a wzrośnie w rejonie gardzieli. Dlatego paliwo przestanie wypływać z kanalika wzbogacającego mieszankę, a zacznie głównej dyszy w zwężce. Przy niewielkim otwarciu przepustnicy ilość dostarczanego przez otwór wylotowy biegu jałowego znacznie spada, a ilość podawana przez dyszę główną jest niewystarczająca, by zwiększyć ilość paliwa dostarczanego przy niewielkim otwarciu przepustnicy jest ono podawane przez dodatkowy otwór, zwany otworem przejściowym, umieszczony tuż za przepustnicą, tak by był za nią przy jej niewielkim otwarciu, a przy większym przed. Istniały konstrukcje gaźników z kilkoma otworami biegu jałowego. W celu regulacji obrotów biegu jałowego stosuje się wkręt ograniczający zamknięcie przepustnicy oraz wkręt ograniczający wypływ paliwa z kanalika biegu jałowego.
Urządzenie rozruchowe, nazywane potocznie “ssaniem”, wzbogaca mieszankę podczas rozruchu zimnego silnika i biegu jałowego zimnego silnika. Zimny silnik obracany przez rozrusznik z małą prędkością wymaga bogatej mieszanki do jej zapłonu. Do wzbogacenia mieszanki stosowane jest kilka rozwiązań wśród nich; gaźniczek rozruchowy, przepustnica  rozruchowa (zasysacz) i dodatkowe kanały dozowania emulsji paliwowo-powietrznej.
Gaźniczek rozruchowy, to mały dodatkowy gaźnik zainstalowany równolegle do głównej dyszy gaźnika, otwierany tylko na czas rozruchu zimnego silnika. Gaźnik ten jest zamykany zaworem płytkowym lub tłoczkowym. W niektórych modelach stosowano rozwiązania zmniejszające dawkę paliwa po uzyskaniu przez silnik obrotów biegu jałowego.

Zasada działania zasysacza

Przepustnica rozruchowa zwana zasysaczem jest to dodatkowa przepustnica wbudowana na wlocie powietrza do gaźnika przed gardzielą, przymknięcie tej przepustnicy zwiększa znacząco podciśnienie za nią, co powoduje podanie dużej ilości paliwa z dyszy głównej. Wzrost prędkości obrotowej zwiększa podciśnienie pod przymkniętą przepustnicą, co zwiększa dawkę paliwa nadmiernie wzbogacając mieszankę, by temu zapobiec stosowano różne rozwiązania ograniczające działanie tej przepustnicy np. zawór sprężynowy w przepustnicy, mimośrodowe i sprężyste zawieszenie przepustnicy, tak by otwierała się pod wpływem różnicy ciśnień. 
Wczesne konstrukcje gaźników wymagały włączania przed uruchomieniem zimnego silnika i wyłączania, po jego nagrzaniu się, urządzenia rozruchowego przez obsługę (kierowcę), co było często przeprowadzane nieprawidłowo. By temu zapobiec wprowadzano modyfikacje powodujące automatyczne ograniczenie działania układu rozruchowego w miarę nagrzania się silnika, a także układy automatycznie włączające urządzenie rozruchowe podczas uruchamiania zimnego silnika i wyłączające po nagrzaniu się silnika.  

Schemat działania pompki przyspieszającej z tłoczkiem

Pompka przyspieszająca ma za zadanie podać do przelotu gaźnika dodatkową ilość paliwa podczas wciskania pedału przyspieszenia. Podczas szybkiego otwierania przepustnicy, mieszanka przez krótką chwilę jest zubażana na skutek bezwładności pracy silnika. Ilość zasysanego powietrza zależy od obrotów silnika i tłumienia przepustnicy, dlatego duże otwarcie przepustnicy przy małych obrotach silnika nie wywoła znacznego wzrostu prędkości przepływu powietrza przez gaźnik, a dodatkowo zmniejszy się siła ssania podciśnienia, co powoduje zdławienie silnika w reakcji na "dodanie gazu". Pompka przyspieszająca zapobiega takiej sytuacji wstrzykując dawkę paliwa wzbogacającą mieszankę.
Typowe rozwiązanie pompki przyspieszającej to studzienka wypełniona paliwem, w której porusza się tłoczek połączony mechanicznie z przepustnicą. Wielkość tłoczka jest tak dobrana aby przy powolnych ruchach przepustnicy paliwo swobodnie przepływało przez przestrzeń pomiędzy tłoczkiem a ściankami studzienki. Przy szybkim otwieraniu przepustnicy szybki ruch tłoczka powoduje wypchnięcie paliwa ze studzienki i jego rozpylenie w przelocie gaźnika.
Drugim sposobem realizacji wzbogacania mieszanki podczas gwałtownego otwarcia przepustnicy jest pompka membranowa poruszana mechanicznie od wraz z przepustnicą albo zmianami podciśnienia w dolocie.
Urządzenie wzbogacające – podczas normalnej jazdy z niewielkim obciążeniem silnika, gaźnik zapewnia stosunkowo ubogą mieszankę w celu poprawy ekonomii użytkowania pojazdu. Maksymalne wciśnięcie pedału przyspieszenia powodujące maksymalne otwarcie przepustnicy oznacza żądanie uzyskania jak największej mocy silnika, by uzyskać jak największą moc trzeba silnik zasilić bogatą mieszanką. Gaźniki wyposaża się w różne rozwiązania realizujące to zadanie. W starszych konstrukcjach popularny był układ sterowany mechanicznie z przepustnicy. Po otwarciu przepustnicy powyżej przyjętego położenia poprzez dźwignię otwierany jest zawór dozujący przez dodatkową dyszę. W rozwiązaniu zwanym grawitacyjnym wykorzystuje się wzrost podciśnienia przy pracy silnika z dużym otwarciem przepustnicy, paliwo jest zasysane przez podciśnienie z komory pływakowej pokonując siłę grawitacji. Stosowane są też rozwiązania mechaniczno-pneumatyczne, w których wykorzystuje się zarówno położenie przepustnicy jak i podciśnienie.
Urządzenie kompensacyjne ma za zadanie utrzymać stały skład mieszanki przy zmianach obciążenia i prędkości obrotowej silnika. Najprostszym urządzeniem kompensacyjnym jest powietrzna dysza hamująca. Jeżeli w gaźniku zastosowano studzienkę z rurką emulsyjną dopływ powietrza ustalany jest właśnie przez dyszę powietrzną. Wzrost podciśnienia w układzie dolotowym prowadzi do zasysania coraz większej ilości powietrza poprzez otworki w rurce emulsyjnej a co za tym idzie zubożenie mieszanki dostarczanej do rozpylacza w gardzieli gaźnika.
Inne rozwiązania opierają się na przesłanianiu otworu dyszy paliwa zaworem iglicowym sterowanym mechanicznie lub podciśnieniowo, zależnie od stopnia otwarcia przepustnicy. Stosowane są też dodatkowe zawory powietrza w gaźniku otwierające się przy zwiększonym podciśnieniu, ruchome elementy w gardzieli zmieniające pole przekroju zwężki gaźnika, lub dodatkowe rozpylacze kompensacyjne.
Zawór hamowania silnikiem – kiedy podczas jazdy samochodem przy włączonym biegu na zwiększonych obrotach silnika zostanie zamknięta przepustnica gaźnika, w gaźniku powstanie duże podciśnienie przy małym przepływie powietrza powoduje to duży wypływ z układu biegu jałowego, wypływ ten ogranicza zawór hamowania silnikiem, jest on sterowany membraną między ciśnieniem zewnętrznym a podciśnieniem w gaźniku. Gdy obroty silnika zmaleją do obrotów biegu jałowego różnica ciśnień maleje do wartości, przy której membrana ponownie otwiera układ biegu jałowego pozwalając utrzymać wolne obroty silnika. Zawór ten bywał też sterowany elektronicznie.
Urządzenia dodatkowe W celu wyeliminowania samozapłonów mieszanki po wyłączania zapłonu stosuje się zawór elektromagnetyczny zamykający dyszę wolnych obrotów po wyłączeniu zapłonu. Odparowywanie paliwa ochładza gaźnik co może prowadzić do skraplania paliwa lub skraplania a nawet szronienia wody zawartej w powietrzu, by tamu zapobiec stosuje się podgrzewanie paliwa. W gaźnikach gdzie występuje duża ilość elementów sterujących mówi się o gaźnikach elektronicznych. Mogą one być wyposażone w elektryczne siłowniki uchylenia przepustnicy, siłowniki przepustnicy rozruchowej, czujnik położenia przepustnicy. Do sterowania wykorzystywane są sygnały z czujników jak: czujnik prędkości obrotowej, położenia wału, podciśnienia, temperatury, składu spalin (sonda lambda).

## Typowe rozwiązania konstrukcyjne
Podział konstrukcji według kierunku przepływu powietrza:

- bocznossące – przepływ powietrza odbywa się przez poziomo ułożony przelot gaźnika. Taki układ spotykany jest w silnikach motocyklowych lub w samochodowych sportowych gaźnikach wieloprzelotowych.
- górnossące – konstrukcja współpracująca najczęściej z silnikami dolnozaworowymi. Powietrze przepływa w takim gaźniku przez pionowy przelot od dołu. Krople rozpylonego paliwa porywane są ku górze przez powietrze. Takie rozwiązanie ma podstawową wadę jaką jest wypadanie większych kropli paliwa ze strumienia powietrza i ich osiadanie na ściankach dolotu co powoduje zubożenie mieszanki przy niższych prędkościach obrotowych silnika. Stąd silniki z gaźnikiem górnossącym pracują zadowalająco tylko przy większych przepływach powietrza. Gaźnik taki ma jedną istotną zaletę jaką jest brak możliwości zalania silnika paliwem podczas rozruchu. Pewnym utrudnieniem konstrukcyjnym było również niskie usytuowanie wlotu powietrza do gaźnika co zwiększało możliwość zanieczyszczenia go. Wraz z wypieraniem konstrukcji dolnozaworowych przez nowocześniejsze rozwiązania zaniechano również stosowania gaźników górnossących.
- dolnossące – (opadowe) to najbardziej rozpowszechniony gaźnik. Przez pionowo usytuowany przelot gaźnika powietrze porusza się z góry w dół. Gaźnik umieszczony jest powyżej kolektora ssącego (powyżej głowicy silnika). Paliwo wydostające się z dyszy, opada w stronę wlotu do cylindra nawet przy małej prędkości powietrza w dolocie co umożliwia między innymi stosowanie większych średnic przelotów. Wadą takiej konstrukcji jest możliwość zalania silnika paliwem podczas rozruchu przy niesprawnym działaniu zaworu i/lub pływaka w komorze pływakowej.

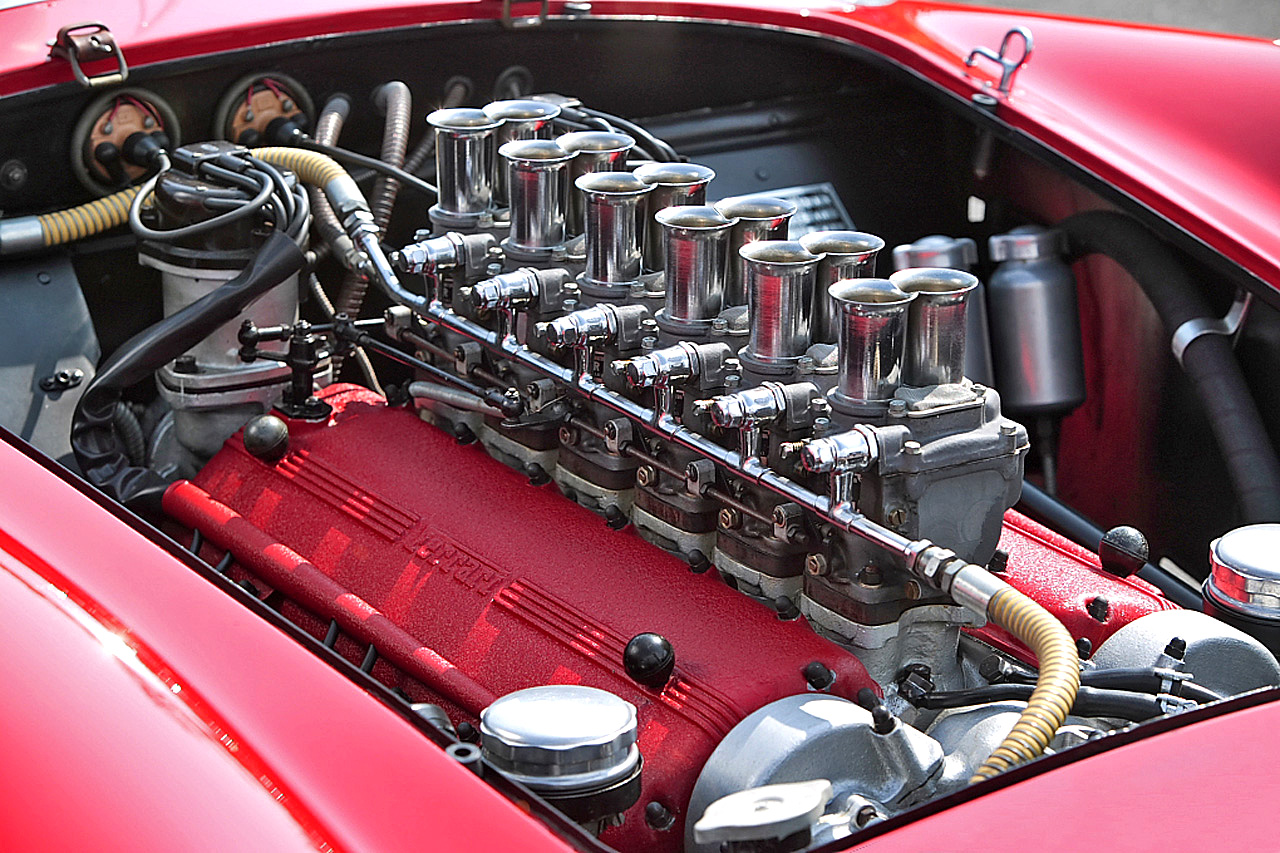
Silnik Ferrari w układzie V12 zasilany sześcioma podwójnymi gaźnikami (jeden przelot dla każdego cylindra, zgrupowane po dwa przeloty w jednym korpusie)

Oprócz konstrukcji gaźnika, gdzie występuje jeden kanał powietrzny ze zwężką (zwężkami) i przepustnicą w celu poprawy charakterystyki pracy gaźnika, stosowane są dodatkowe przeloty. Najpopularniejsza konstrukcja zawiera dwa przeloty w jednym korpusie gaźnika. Przepustnica drugiego otwierana jest przy większych obciążeniach silnika i sterowana może być mechanicznie lub podciśnieniowo.
Stosuje się również konstrukcje gdzie w jednym korpusie grupuje się 2 (lub więcej) przeloty stanowiące niezależne kanały powietrzne do zasilania różnych cylindrów (jeden przelot – jeden cylinder), a wspólne są tylko urządzenia sterowania i komora pływakowa.
Najpopularniejszym materiałem używanym w produkcji gaźników jest znal – stop cynku z aluminium.